# 神田站 (長崎縣)

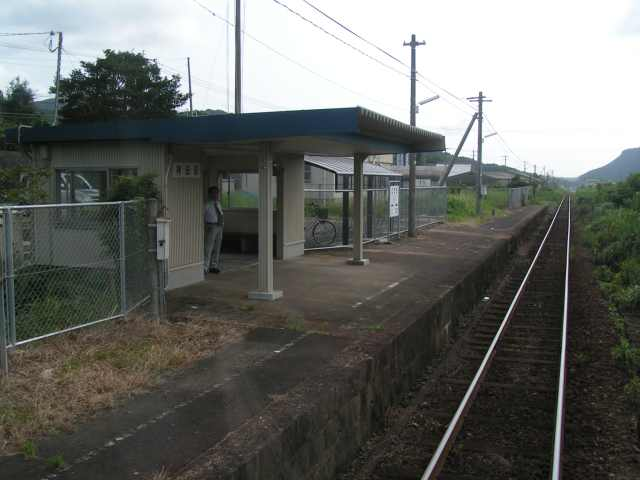
月台（2006年8月）

神田站（日语：／ Kouda eki */?）是位於長崎縣北松浦郡佐佐町，屬於松浦鐵道的西九州線車站。

## 歷史
- 1934年2月11日 - 佐世保鐵道（日语：佐世保鉄道）神田停留所啟用。
- 1936年10月1日 - 佐世保鐵道被國有化，同時改名為肥前神田站。
- 1966年10月1日 - 結束貨物業務。
- 1970年10月1日 - 成為無人車站。
- 1987年4月1日 - 伴隨國鐵分割民營化，車站由九州旅客鐵道（JR九州）營運[1][2][3]，成為JR九州松浦線車站。
- 1988年4月1日 - 松浦鐵道接管松浦線，成為松浦鐵道西九州線車站。同時改名為神田站。

## 車站構造
本站是地面車站與無人車站無人車站，並設有1面1線的單式月台和候車室。舊站房在1981年（昭和56年）因火災而燒毀，當地人士使用預製組件重建候車室，並在松浦鐵道接手後再次重建。

## 車站周邊
- 國道204號
- 第三保育所
- NAFCO佐佐店
- 佐佐松瀨郵局

## 使用狀況
在2017年度，1日平均上落車人次為79人。在2004年度，1日平均上落車人次為92人。在2003年度，1日平均上落車人次為80人。

## 相鄰車站
松浦鐵道
西九州線
吉井－神田－清峰高校前

## 注腳
1. ↑  九州鉄道百年祭実行委員会・百年史編纂部会 (编).  初版. 九州旅客鉄道. 1988: 181 （日语）.
2. ↑  『交通年鑑 昭和63年版』 交通協力會，1988年3月。
3. ↑  今村都南雄 『民営化の效果と現実NTTとJR』 中央法規出版，1997年8月。ISBN 978-4805840863
4. ↑  長崎縣統計年鑑

## 外部連結
- 神田站時間表 （页面存档备份，存于）（日語） - 松浦鐵道